# Kossuth-szimfónia
Az 1903-ban keletkezett Kossuth-szimfónia (DD 75a, BB 31) című művét maga Bartók Béla sorolta be szimfonikus költeménynek.

## Keletkezésének története
A fenti kategorizálásból kitűnik, hogy a mindössze 22 éves zeneszerző, aki a század első éveiben nagy érdeklődéssel foglalkozott Richard Strauss műveivel,  első nagyzenekari kompozícióját Strauss programzenéinek mintájára alkotta. Az ifjú Bartók ugyanakkor Liszt Ferenc és Erkel Ferenc hagyományainak folytatására is vállalkozott, amely elhatározása nem kizárólag zenei ösztönzésből, hanem a kor politikai közhangulatának hatására jött létre.

## A mű programja
Bartók a magyar függetlenség jelképét Kossuth Lajos alakjában látta. Szimfonikus költeményéhez a zeneszerző a következő magyarázatot fűzte: 
„A magyar történelemben 1848 egyike a legnevezetesebb esztendőknek: ekkor tört ki a magyar szabadságharc: élet-halál küzdelem, melynek célja volt véglegesen megszabadulni az osztrákok és a Habsburg-dinasztia uralma alól. A forradalom vezetője, lelke Kossuth Lajos volt. – 1849-ben az osztrákok látván, hogy a magyar csapatokkal szemben egyre-másra vereséget szenvednek, segítségül hívták az oroszokat, kiknek sikerült a magyar hadsereget teljesen legyőzniük. Így látszólag örökre megsemmisült a magyar államiság. Ezek az események szolgálnak a szimfóniai költemény programjának alapjául. A mű tíz, egymással szorosan összefüggő részből áll, melynek mindegyikét a kezdetén levő felirat magyarázza.”
A továbbiakban az egyes szakaszokhoz fűz magyarázatot Bartók:
- „Ez Kossuthot akarja jellemezni:”
- „»Mi bú nehezül lelkedre édes férjem«. Kossuth neje, a hűséges hitvestárs aggódva szemléli férje bánatos, gondoktól redős arcát. Kossuth iparkodik őt megnyugtatni, végre azonban kitör belőle a rég visszafojtott fájdalom: »Veszélyben a haza!«”
- „Ismét merengve néz vissza a dicső múltba”.
- „»Hajdan jobb időket éltünk…«”
- „»Majd rosszra fordult sorsunk.« A flaut és flaut. picc. később a basszklar.-játszta téma akarja jellemezni az osztrákok s Habsburgok zsarnokságát, jogot nem ismerő erőszakosságát”
- „»Harcra fel!« Kossuth e szavakkal felriad merengéséből; immár elhatározott tény a fegyverfogás.”
- Jöjjetek, jöjjetek! szép magyar vitézek, szép magyar leventék! „Ez Kossuth szózata a magyar nemzet fiaihoz, mellyel őket zászlaja alá hívja”
- „Közvetlen ezután következik a-mollban a lassan-lassan gyülekező magyar vitézek témája. Kossuth megismétli felhívását (a-moll, 2-szeri bekezdés) az egybegyűlt sereghez, mire az szent fogadalmat tesz a harcban mindhalálig kitartani (3/2 taktus). Pár pillanatra mélységes csönd s aztán halljuk az ellenséges osztrák csapatok lassú közeledtét. Témájuk az osztrák himnusz (Gott erhalte) első 2, eltorzított taktusa. Összecsapást összecsapás követ, a küzdelem az élet-haláltusa jellegét veszi föl, végre azonban a túlnyomó nyers erő kerekedik felül. Bekövetkezik a nagy katasztrófa (timpani, tam-tam fff [fortissisimo] ütés): a magyar hadsereg megmaradt tagjai elbújdosnak.”
- „»Mindennek vége« – az ország legnagyobb gyászt ölt. De még ettől is eltiltják, így tehát: Csöndes minden, csöndes”

## Bemutatása és a mű további sorsa
A mű budapesti bemutatója nem volt egyszerű. A Filharmonikusok osztrák trombitása tiltakozott a császárhimnusz kigúnyolása ellen. Ennek ellenére a közönség az 1904-ben tartott bemutatót lelkesen fogadta, viharosan ünnepelve Kerner István karmestert és a magyar ruhában megjelenő zeneszerzőt. Röviddel ezután Manchesterben is előadták a Kossuth-ot Richter János vezényletével. Ezen a hangversenyen Bartók is közreműködött Liszt és Volkmann-művek előadásával. Egyébként Bartók életében csak egyszer vezényelt: akkor is a Kossuth című művet adták elő.
Ennek ellenére a Kossuth-szimfónia Bartók életében nem hangzott el többé, és nyomtatásban is csak a befejezést képező Gyászinduló jelent meg, Bartók zongoraátiratában. Revíziójára a Magyar Rádió 1961-ben rendezett nyilvános stúdió-hangversenyén került sor, 1963-ban pedig Denijs Dille gondozásában nyomtatásban is megjelent.

## Tudnivalók a kéziratról és egyéb autográf anyagról
- Vázlatok (Bartók Archívum, Budapest; 3344a–b jelzés); a fogalmazványa még nem került elő.
- Autográf partitúra (Bartók Péter floridai gyűjteménye, 3FSFC1).
- A partitúra másolata, Bartók édesanyjának és Bartók Elzának írása (ifj. Bartók Béla budapesti gyűjteménye).
- Zenekari szólamok (75 füzet), Bartók Elza, Voit Irma, két hivatásos másoló és (duplum szólamok:) két angol kopista írása (Budapesti Bartók Archívum: BH55).
- Gyászinduló, zongorára: autográf kézirata lappang. A Magyar Lant-beli elsőkiadás (1905) korrektúralevonata, töredék (Bartók Archívum, Budapest: BH24a, ill. 1029).